# Bernard Tabbernal
Bernardus Tabbernal (Delft, 27 januari 1881 – Gouda, 25 augustus 1969) was een Nederlands pianist.
Hij was zoon van koopman Jacobus Tabbernal en Alida Rijke. Hij trouwde in 1934 met de veel jongere pianiste en zijn leerlinge Maria Elizabeth (Molly) Weber (hij was 53; zij 22 jaar oud).  Zij werd pianolerares in Den Haag. In 1954 volgde een echtscheiding. Hij overleed in het Rooms-Katholieke Ziekenhuis in Gouda.
Hij kreeg zijn muziekopleiding van Carel Oberstadt aan het Haags Conservatorium. Vervolgens kon hij met een bijdrage van koningin Wilhelmina der Nederlanden in Berlijn gaan studeren bij Leopold Godowsky. Tabbernal vestigde zich daar voor enkele jaren. Hij was er enige tijd repetitor bij de Berlijnse Staatsopera. Hij ondernam concertreizen naar onder meer de Verenigde Staten, Rusland en Noord-Europa.In 1924/1925 kwam hij terug naar Nederland en vestigde zich weer in Delft.
Tabbernal werd voornamelijk bekend vanwege de begeleiding van tal van solisten, waaronder Tilly Koenen (tot in Carnegie Hall, 1910), Gérard Hekking, Henri Matieux, Jos Schwartz, Birgit Engel, Claire Dux en Gerrit Viusser. Kruseman meldt voorts dat hij een uitstekend Frédéric Chopinvertolker was. Daartegenover stond zijn bewondering voor Richard Strauss, hij maakte daar in zijn Berlijnse periode kennis mee door de concerten van het Berliner Philharmoniker onder leiding van Arthur Nikisch; .
Hij was vanaf 1925 jarenlang docent aan de Academie voor muziek van Joseph Holthaus te Rotterdam. Hij gaf ook les aan de Goudse Muziekschool. Leerlingen van hem zijn Jean Antonietti, Klaas de Rook en Charlie Nederpelt en een hele ris amateurpianisten.
- Virtual International Authority File: 166149841970402841012